# Eliminatórias para o Campeonato Africano das Nações de 2023 – Grupo C
O Grupo C das Eliminatórias para o Campeonato Africano das Nações de 2023 é um dos doze grupos que irão definir as equipes que se classificam para o Campeonato Africano das Nações de 2023. Participaram quatro seleções: Burundi, Camarões, Namíbia e Quênia. Contudo, em 23 de maio de 2022, a CAF anunciou que a seleção de Quênia foi desqualificada das eliminatórias devido à suspensão da Federação de Futebol do Quênia pela FIFA.
As equipes jogaram uma contra a outra no formato todos contra todos entre julho de 2022 e setembro de 2023.

## Classificação
| Pos | Equipe   | Pts | J | V | E | D | GP | GC | SG | Classificado                           |  | CMR   | NAM   | BDI   | KEN   |
| --- | -------- | --- | - | - | - | - | -- | -- | -- | -------------------------------------- |  | ----- | ----- | ----- | ----- |
| 1   | Camarões | 7   | 4 | 2 | 1 | 1 | 6  | 3  | +3 | Campeonato Africano das Nações de 2023 |  | —     | 1–1   | 3–0   | Canc. |
| 2   | Namíbia  | 5   | 4 | 1 | 2 | 1 | 6  | 6  | 0  | Campeonato Africano das Nações de 2023 |  | 2–1   | —     | 1–1   | Canc. |
| 3   | Burundi  | 4   | 4 | 1 | 1 | 2 | 4  | 7  | −3 |                                        |  | 0–1   | 3–2   | —     | Canc. |
| 4   | Quénia   | 0   | 0 | 0 | 0 | 0 | 0  | 0  | 0  | Desqualificado                         |  | Canc. | Canc. | Canc. | —     |

## Partidas
| 4 de junho de 2022 | Namíbia       | 1 – 1     | Burundi         | Estádio Orlando, Joanesburgo (África do Sul) |
| 15:00 (UTC+2)      | Shalulile 10' | Relatório | Bimenyimana 88' | Árbitro: SWZ Thulani Sibandze                |

| 4 de junho de 2022 | Camarões | Cancelado | Quénia |  |
| 17:00 (UTC+1)      |          |           |        |  |

| 8 de junho de 2022 | Quénia | Cancelado | Namíbia |  |
| 16:00 (UTC+3)      |        |           |         |  |

| 9 de junho de 2022 | Burundi | 0 – 1     | Camarões        | Estádio Nacional, Dar es Salaam (Tanzânia) |
| 16:00 (UTC+3)      |         | Relatório | Toko Ekambi 30' | Árbitro: DJI Souleiman Ahmed Djama         |

| 24 de março de 2023 | Camarões  | 1 – 1     | Namíbia       | Estádio Ahmadou Ahidjo, Iaundé |
| 21:30 (UTC+1)       | Kemen 72' | Relatório | Shalulile 26' | Árbitro: MAR Redouane Jiyed    |

| março de 2023 | Quénia | Cancelado | Burundi |  |
| (UTC+3)       |        |           |         |  |

| 28 de março de 2023 | Namíbia                      | 2 – 1     | Camarões      | Estádio Dobsonville, Joanesburgo (África do Sul) |
| 15:00 (UTC+2)       | Shalulile 55' · Iimbondi 79' | Relatório | Aboubakar 72' | Árbitro: MAU Patrice Milazare                    |

| março de 2023 | Burundi | Cancelado | Quénia |  |
| (UTC+2)       |         |           |        |  |

| 20 de junho de 2023 | Burundi                                      | 3 – 2     | Namíbia                    | Estádio Nacional, Dar es Salaam (Tanzânia) |
| 16:00 (UTC+2)       | Bigirimana 1' · Bimenyimana 9' · Shabani 19' | Relatório | Shalulile 41' · Rudath 85' | Árbitro: MLI Boubou Traoré                 |

| junho de 2023 | Quénia | Cancelado | Camarões |  |
| (UTC+3)       |        |           |          |  |

| 12 setembro de 2023 | Camarões                              | 3 – 0     | Burundi | Estádio Ahmadou Ahidjo, Iaundé |
| 20:00 (UTC+1)       | Mbeumo 46' · Wooh 59' Aboubakar 90+3' | Relatório |         | Árbitro: RSA Abongile Tom      |

| setembro de 2023 | Namíbia | Cancelado | Quénia |  |
| (UTC+2)          |         |           |        |  |